# Condado de Duplin
O Condado de Duplin é um dos 100 condados do estado americano da Carolina do Norte. A sede do condado é Kenansville, e sua maior cidade é Kenansville. O condado possui uma área de 2 121 km² (dos quais 4 km² estão cobertos por água), uma população de 49 063 habitantes, e uma densidade populacional de 23 hab/km² (segundo o censo nacional de 2000). O condado foi fundado em 1750.